# Marshall Field

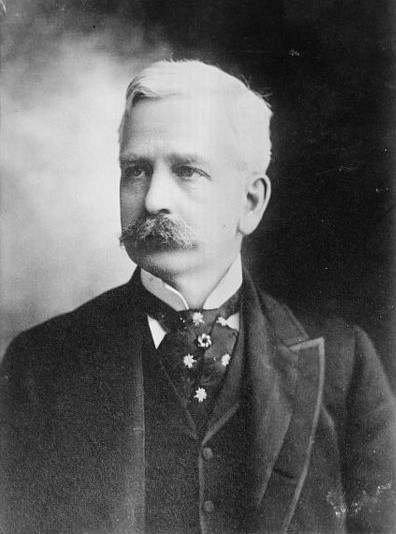
Marshall Field

Marshall Field (* 18. August 1834 in der Nähe von Conway; † 16. Januar 1906 in New York City) war ein US-amerikanischer Unternehmer, der die Kaufhauskette Marshall Field and Company gründete.
Marshall Field wurde 1834 auf einer Farm in der Nähe von Conway in Massachusetts geboren. Im Jahr 1856 zog er nach Chicago, wo er sich im Einzelhandelsunternehmen Cooley, Wadsworth, and Company zum Partner hocharbeitete. Nachdem er das Geschäft übernommen hatte, gründete er 1865 Field, Palmer and Leiter, das 1881 zu Marshall Field and Company werden sollte.
1893 gab er eine Million Dollar für den Bau des Columbian Museum auf der Weltausstellung von Chicago. Nach seinem Tod 1906 hinterließ er eine Stiftung über 8.000.000 $ für das später nach ihm benannte Naturkundemuseum Field Museum of Natural History in Chicago.
Marshall Field & Co. in Chicago war in den 1910er Jahren das größte Warenhaus der Welt.